# Serra del Castellar
La Serra del Castellar és una muntanya de 543 metres que es troba al municipi d'Oliola, a la comarca catalana de la Noguera.
Al cim podem trobar-hi un vèrtex geodèsic (referència 266101001).